# Solgenån
Solgenån este o arie protejată (arie specială de conservare — SAC, sit de importanță comunitară — SCI) din Suedia întinsă pe o suprafață de 1,2 ha, integral pe uscat.

## Localizare
Centrul sitului Solgenån este situat la coordonatele 57°29′30″N 15°06′31″E / 57.4918°N 15.1087°E.

## Înființare
Situl Solgenån a fost declarat sit de importanță comunitară în ianuarie 2002 pentru a proteja 3 specii de animale. Situl a fost protejat și ca arie specială de conservare în martie 2011.

## Biodiversitate
Situată în ecoregiunea boreală, aria protejată conține 1 habitat natural: Cursuri de apă de la nivel de câmpie la nivel montan, cu vegetație Ranunculion fluitantis și Callitricho-Batrachion.
La baza desemnării sitului se află mai multe specii protejate:
- mamifere (1): vidră de râu (Lutra lutra)
- nevertebrate (2): Margaritifera margaritifera, Unio crassus